# Anthyperythra transcaucasica
Anthyperythra transcaucasica là một loài bướm đêm trong họ Geometridae.